# Williston (Ohio)
Williston é um lugar designado pelo censo localizado no condado de Ottawa no estado estadounidense de Ohio. No Censo de 2010 tinha uma população de 487 habitantes e uma densidade populacional de 307,74 pessoas por km². Encontra-se ao norte do estado, à orla do lago Erie.

## Geografia
Williston encontra-se localizado nas coordenadas 41° 36′ 09″ N, 83° 20′ 31″ O. Segundo o Departamento do Censo dos Estados Unidos, Williston tem uma superfície total de 1.58 km², da qual 1.58 km² correspondem a terra firme e (0%) 0 km² é água.

## Demografia
Segundo o censo de 2010, tinha 487 pessoas residindo em Williston. A densidade populacional era de 307,74 hab./km². Dos 487 habitantes, Williston estava composto pelo 95.89% brancos, 1.64% eram afroamericanos, 0.21% eram amerindios, 0% eram asiáticos, 0% eram insulares do Pacífico, 0.62% eram de outras raças e o 1.64% pertenciam a duas ou mais raças. Do total da população 3.7% eram hispanos ou latinos de qualquer raça.